# 노퍽 타이즈
노퍽 타이즈(Norfolk Tides)는 미국 버지니아주 노퍽을 연고지로 한 마이너 리그 베이스볼 팀이다. 인터내셔널 리그에 속해 있으며, 2007년부터 현재까지 볼티모어 오리올스의 산하에 있다. 이전 38년간은 뉴욕 메츠의 팜 팀이었다.

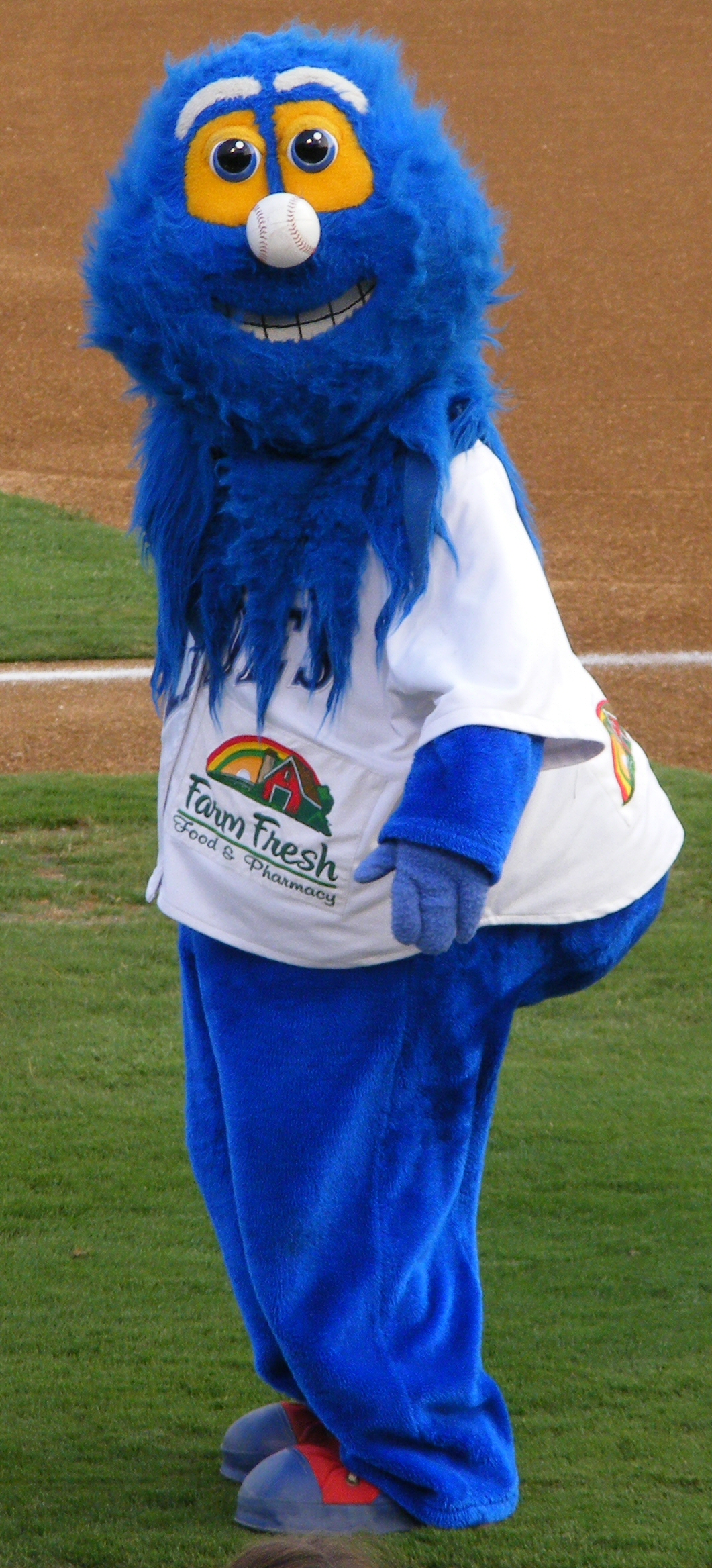
노퍽 타이즈의 마스코트, 립 타이드(Rip Tide).